# Графема
Графе́ма (від грец. γράφω — пишу та -ема) — одиниця писемної мови, графічний знак (в алфавіті — літера, н-д, а, б і т.п.; у неалфавітних системах письма — скла́довий знак, ієрогліф, ідеограма та ін.).
Графема однозначно відмінна від будь-якої іншої одиниці тієї ж писемності.
Одна й та ж графема може приймати різні конкретні форми (алографи, гліфи, зображення), але має зберігати певну схему побудови, «скелет» знака, дискретно відмінний від інших знаків даної писемності, незалежно від гарнітури шрифту, індивідуального почерку тощо.
За аномалії у розвитку мови, чи просто за так званого «нерозбірливого почерку» можливе змішування графем (н-д, б і в, д і у).
Поняття графеми запровадив у 1912 році Бодуен де Куртене.